# 水木しげるの古代出雲
『水木しげるの古代出雲』（みずきしげるのこだいいずも）は、水木しげるによる日本の漫画作品。『怪』（角川書店）VOL.0034に冒頭部分が掲載され、2012年3月に書き下ろし単行本として発売された。『怪』掲載時のタイトルは『水木しげるの古代出雲王朝盛衰記』であり、同誌のVOL.0035には『水木しげるの古代出雲 番外編』が掲載された。なお、本書が刊行された2012年は古事記編纂1300年の節目に当たる。

## 概要
『古事記』や『出雲国風土記』などの神話や史実を交え、オオクニヌシの視点で出雲の盛衰を描いた作品。最近の発掘調査の成果なども取り上げ、水木しげるなりの考察が展開されている。特に「国譲り」に関しては、実際にはキレイ事じゃなかっただろうと語っており、オオクニヌシの無念を察している。加えて、出雲と大和の戦争や、古代の出雲大社造営の場面なども想像し描いている。『ゲゲゲの鬼太郎』から目玉おやじも登場し、「わが幽霊族も古代出雲の様子を密かに観察していた」と告げて作中で水木と共に解説役となっている。
本作中でも語られているが、鳥取県で育った水木は幼少の頃から隣県の島根県と違うと感じていた経験から出雲に対して思い入れがあり、武良家（水木の本名）のルーツが隠岐の島にあると述べている。また、初めて島根を訪れた際には、前世にも訪れた事があるような思いを抱いたという。水木は30年ほど前から、出雲の無念を訴えかけられる夢を頻繁に見るようになり、その度に出雲の事を描かなければならないと考える。この話は当時のエッセイ等でも語られており、ライフワークとされる出雲国滅亡記を「描かないと死ねない」と述べたこともある。

## あらすじ
高天原を追放されたスサノオは、ヤマタノオロチを退治し砂鉄地帯の支配者となる。諸小国を統合して一国としたスサノオは、鉄を手中にしたことで影響力を拡大させ、出雲王朝を確立してゆく。時代は移り、スサノオから6代目にあたるオオクニヌシは、因幡へ旅立つ兄弟（八十神）たちに同行し、荷物持ちをさせられていた。オオクニヌシは将来的に出雲の王となるが、それまでには数々の試練が待っていた。

## 主な登場人物
オオクニヌシ
スサノオの子孫。数々の試練を乗り越え出雲の王となる。スセリビメをはじめ多くの妻がおり、子供の数は百八十柱を数える。アマテラスら天津神からの要求で葦原の中つ国を譲り、引き換えに神殿の建設を求める。また、国譲り成立後は黄泉の国へ退隠し、霊界の神となる。
アマテラス
イザナギの子。イザナギの命で高天原を治める。度重なる横暴に見かねて、スサノオを高天原から追放する。オオクニヌシが治める葦原の中つ国へ次々と神を派遣し国譲りを迫る。
スサノオ
イザナギの子。高天原から追放され、出雲の鳥髪山に降りる。クシナダヒメとの結婚を条件にヤマタノオロチを退治する。後に根の国の王となり、オオクニヌシに試練を与える。
スセリビメ
スサノオの娘。スサノオの試練の後、オオクニヌシの正妻となる。
スクナビコナ
カミムスビの子。オオクニヌシと協力して国造りを務めるが、しばしば対立する事もあった。温泉の開拓者でもある。
タケミカヅチ
アマテラスの命で出雲に派遣され国譲りを要求する。その際に、オオクニヌシの息子達（コトシロヌシ、タケミナカタ）を服従させる。
水木しげる、目玉おやじ
狂言回しなどで随所に登場。

## 関連事項
- 島根県立古代出雲歴史博物館で、2010年に「「神々のすがた」～古代から水木しげるまで～」が開催[7]、2012年には「原画展 水木しげると出雲」が開催された[8]。

## 単行本
- 『水木しげるの古代出雲』 角川書店、2012年3月、ISBN 978-4-04-110142-1
- 『水木しげるの古代出雲』 角川書店〈角川文庫〉、2015年6月、ISBN 978-4-04-103007-3 - 巻末に「番外編」と「妖怪人類学フィールドワーク 美保関」が追加収録されている。
- 『水木しげるの異界旅行記／水木しげるの古代出雲』（講談社〈水木しげる漫画大全集〉、2017年12月、ISBN 978-4-06-377595-2）